# Live (album, Blind Guardian)
Live je druhé koncertní album německé powermetalové hudební skupiny Blind Guardian. Vydáno bylo v roce 2003 prostřednictvím vydavatelství Virgin Records. Obsahuje zvukový záznam písní hraných na různých koncertech během světového turné k albu A Night at the Opera (2002).

## Seznam skladeb
| Disk 1         | Disk 1                    | Disk 1 |
| Pořadí         | Název                     | Délka  |
| -------------- | ------------------------- | ------ |
| 1.             | War of Wrath              | 1:54   |
| 2.             | Into the Storm            | 4:52   |
| 3.             | Welcome to Dying          | 5:29   |
| 4.             | Nightfall                 | 6:21   |
| 5.             | The Script for My Requiem | 6:38   |
| 6.             | Harvest of Sorrow         | 3:56   |
| 7.             | The Soulforged            | 6:04   |
| 8.             | Valhalla                  | 8:13   |
| 9.             | Majesty                   | 8:19   |
| 10.            | Mordred's Song            | 6:47   |
| 11.            | Born in a Mourning Hall   | 5:58   |
| Celková délka: | Celková délka:            | 64:31  |

| Disk 2         | Disk 2                               | Disk 2 |
| Pořadí         | Název                                | Délka  |
| -------------- | ------------------------------------ | ------ |
| 1.             | Under the Ice                        | 6:15   |
| 2.             | Bright Eyes                          | 5:26   |
| 3.             | Punishment Divine                    | 6:21   |
| 4.             | The Bard's Song - In the Forest      | 7:48   |
| 5.             | Imaginations from the Other Side     | 9:41   |
| 6.             | Lost in the Twilight Hall            | 7:10   |
| 7.             | A Past and Future Secret             | 4:32   |
| 8.             | Time Stands Still (At the Iron Hill) | 5:52   |
| 9.             | Journey Through the Dark             | 5:44   |
| 10.            | Lord of the Rings                    | 4:35   |
| 11.            | Mirror Mirror                        | 6:06   |
| Celková délka: | Celková délka:                       | 69:30  |

## Obsazení
- Hansi Kürsch – zpěv
- André Olbrich – kytary, doprovodný zpěv
- Marcus Siepen – kytary, doprovodný zpěv
- Thomas Stauch – bicí

Koncertní hudebníci
- Oliver Holzwarth – basová kytara
- Michael Schüren – klávesy, doprovodný zpěv
- Alex Holzwarth – bicí